# Måsknotbagge
Måsknotbagge (Trox hispidus) är en skalbaggsart som beskrevs av |Erik Pontoppidan 1763. Måsknotbagge ingår i släktet Trox och familjen knotbaggar. Enligt den finländska rödlistan är arten akut hotad i Finland. Enligt den svenska rödlistan är arten sårbar i Sverige. Arten förekommer på Gotland. Arten har tidigare förekommit på Öland men är numera lokalt utdöd. Artens livsmiljö är torra gräsmarker. Utöver nominatformen finns också underarten T. h. niger.